# Башкирова, Галина Борисовна
Гали́на Бори́совна Башки́рова (16 апреля 1938, Харьков, Украинская ССР, СССР — 18 января 2016) — советская и российская писательница, журналист, популяризатор науки. Член Союза журналистов СССР, Союза писателей СССР (1973).

## Биография
Родилась 16 апреля 1938 года в Харькове в семье инженеров. В 1961 году окончила филологический факультет Московского государственного педагогического института. C 1961 по 1968 год работала в «Литературной газете». В 1968—1973 годах заведовала отделом гуманитарных наук в журнале «Знание — сила». Автор научно-популярных книг о психологии, конфликтологии, проблемах воспитания, в том числе «Наедине с собой» (1972), «В четырёх зеркалах» (1975), «Время выбора», «Лицом к лицу» (обе — 1976), публицистических книг «Путешествие в Русскую Америку», «Эмигранты» (обе — в соавторстве с мужем Геннадием Васильевым, 1990), романов и повестей «Рай в шалаше» (1979), «Вчера и завтра» (1982), «Закон бегуна» (1987), «Ночь с призраком» (в соавторстве с Софьей Прокофьевой, 1996), пьесы «Алиби для всех» (в соавторстве с Софьей Прокофьевой, 1993). Публиковалась как прозаик, драматург и литературный критик в научно-художественном альманахе «Пути в незнаемое» (составитель выпусков 13—15), журналах «Журналист», «Звезда», «Знамя», «Новый мир», «Сельская молодёжь», «Театр» и др. Произведения переводились на болгарский, немецкий и китайский языки.

### Книги
- Башкирова Г. Б. Наедине с собой. — М. : Молодая гвардия, 1972. — 256 с. : ил. — (Эврика).
  - [То же]. — 2-е изд. — М. : Молодая гвардия, 1975. — 208 с. : ил. — (Эврика).
- Башкирова Г. Б. В четырёх зеркалах. — М. : Советская Россия, 1975. — 72 с. — (Человек среди людей).
  - То же, журн. вариант:  В четырёх зеркалах², 1975
- Башкирова Г. Б. Время выбора. — М. : Знание, 1976. — 96 с. : ил. — (Народный университет).
  - [То же]. — Рига : Звайгзне, 1980. — 106 с.
  - [То же]. — Ереван : Советакан грох, 1981. — 155 с.
- Башкирова Г. Б. Лицом к лицу. — М. : Детская литература, 1976. — 238 с. : ил.
- Башкирова Г. Б. Если бы знать… / [послесл. д. п. н., проф. В. Н. Пушкина]. — М. : Молодая гвардия, 1977. — 190 с. — (Компас).
- Башкирова Г. Б. Рай в шалаше, или Татьянин день : роман. — М. : Советский писатель, 1979. — 287 с. : ил.
  - То же, журн. вариант:  Рай в шалаше, или Татьянин день², 1979
- Башкирова Г. Б. Вчера и завтра : роман. — М. : Советский писатель, 1982. — 254 с. : ил.
  - То же, журн. вариант:  Вчера и завтра², 1982
- Башкирова Г. Б., Васильев Г. В. Путешествие в Русскую Америку : рассказы о судьбах эмиграции. — М. : Политиздат, 1990. — 332, [2] с., 8 л. ил. — ISBN 5-250-00750-3.
- Башкирова Г. Б., Васильев Г. В. Эмигранты. — М. : Советская Россия, 1990. — 126, [2] с. — ISBN 5-268-01360-2.
- Башкирова Г. Б. Закон бегуна : роман. — М. : Советский писатель, 1991. — 223, [2] с. : ил. — ISBN 5-265-01701-1.
  - То же, журн. вариант:  Закон бегуна, 1987
- Башкирова Г. Б., Прокофьева С. Л. Ночь с призраком : роман и повесть. — М. : ТОЛК, 1996. — 398, [1] с. — Содерж.: Ночь с призраком : роман / Г. Б. Башкирова, С. Л. Прокофьева. Волосы после полуночи : повесть / С. Л. Прокофьева. — ISBN 5-87607-006-8.

Коллективные сборники
- Башкирова Г. Б. Семьдесят грамм иллюзий // Пути в незнаемое : Писатели рассказывают о науке : сб. / [ред. Б. Н. Агапов]. — М. : Советский писатель, 1970. — Вып. 8. — С. 180—221.
- Башкирова Г. Б. «Человек вошёл в мир…» // Пути в незнаемое : Писатели рассказывают о науке : сб. / [ред. Б. Н. Агапов]. — М. : Советский писатель, 1972. — Вып. 9. — С. 45—103.
- Башкирова Г. Б. «Охота к перемене мест…» // Пути в незнаемое : Писатели рассказывают о науке : сб. / [ред. Б. Н. Агапов]. — М. : Советский писатель, 1973. — Вып. 10. — С. 258—300.
- Башкирова Г. Б. Эти три мушкетёра… // Пути в незнаемое : Писатели рассказывают о науке : сб. / [сост. Б. Н. Агапов, Ю. Г. Вебер]. — М. : Советский писатель, 1974. — Вып. 11. — С. 123—183.
  - [То же] // Пути в незнаемое : Писатели рассказывают о науке : [избранные очерки] : сб. / [сост. Б. Г. Володин]. — М. : Советский писатель, 1987. — С. 356—407.
- Башкирова Г. Б. «Сызнова бы начать…» // Пути в незнаемое : Писатели рассказывают о науке : сб. / [ред. Н. И. Сарафанников]. — М. : Советский писатель, 1976. — Вып. 12. — С. 157—192.
- Башкирова Г. Б. К вопросу о каравеллизме : главы из повести // Пути в незнаемое : Писатели рассказывают о науке : сб. / [сост. Г. Б. Башкирова]. — М. : Советский писатель, 1977. — Вып. 13. — С. 338—398.
- Башкирова Г. Б. Верная позиция // Ленин в нашей жизни : [сб.] / [сост. Л. А. Москалёва, Н. И. Бортякова]. — Тула : Приокское книжное издательство, 1980. — 319 с.
- Башкирова Г. Б. Варианты судьбы // Пути в незнаемое : Писатели рассказывают о науке : сб. / [сост. Б. Г. Володин, В. М. Стригин]. — М. : Советский писатель, 1982. — Вып. 16. — С. 360—411.

Редактор, составитель
- Пути в незнаемое : Писатели рассказывают о науке : сб. / [сост. Г. Б. Башкирова]. — М. : Советский писатель, 1977. — Вып. 13. — 432 с.
- Пути в незнаемое : Писатели рассказывают о науке : сб. / [сост. Г. Б. Башкирова]. — М. : Советский писатель, 1978. — Вып. 14. — 422 с.
- Пути в незнаемое : Писатели рассказывают о науке : сб. / [сост. Г. Б. Башкирова]. — М. : Советский писатель, 1980. — Вып. 15. — 444 с.
- Музей как лицо эпохи : сборник статей и интервью, опубликованных в научно-популярном журнале «Знание — сила» / сост. Игорь Харичев, Надежда Алексеева ; ред. Галина Бельская, Ольга Балла, Роман Подольный, Галина Башкирова. — М. : Знание — сила, 2017. — 10 с., [1] с. ил.

### Периодика
Роман, повесть, пьеса, рассказы
- Башкирова Г. Б. Рай в шалаше, или Татьянин день : роман // Звезда. — 1979. — № 1. — С. 12 ; № 2. — С. 57.
  - То же, кн. вариант:  Рай в шалаше, или Татьянин день¹, 1979
- Башкирова Г. Б. Вчера и завтра : роман // Звезда. — 1982. — № 9. — С. 57 ; № 10. — С. 59.
  - То же, кн. вариант:  Вчера и завтра¹, 1982
- Башкирова Г. Б. Закон бегуна : повесть // Звезда. — 1987. — № 4. — С. 6—102.
  - То же, кн. вариант:  Закон бегуна, 1991
- Башкирова Г. Б., Прокофьева С. Л. Алиби для всех : пьеса в двух действиях // Театр. — 1993. — № 7. — С. 151—168.
- Башкирова Г. Б. Совсем мой // Знамя : рассказы. — 1999. — № 10. — С. 105—126. — Содерж.: Кудряшки ; Моя жидовочка ; Шуба ; Девочки ; Совсем мой ; Музейное личико ; Четвёртый папа ; Игрушечки.

Статьи, очерки, репортажи, рецензии
- Башкирова Г. Б. На этой странной олимпиаде // Знание — сила. — 1967. — № 7. — С. 6—8.
- Башкирова Г. Б. Неизбежность странного жанра : [о науч.-худ. альм. «Пути в незнаемое»] // Журналист. — 1968. — № 3. — С. 60.
- Башкирова Г. Б. Очень Удачный День // Знание — сила. — 1969. — № 3. — С. 9—11.
- Башкирова Г. Б. Три эпохи детства // Знание — сила. — 1969. — № 4. — С. 15—17.
- Башкирова Г. Б. Львов — запад, малый круг // Знание — сила. — 1969. — № 9. — С. 9—11.
- Башкирова Г. Б. «Человек вошёл в мир…» // Звезда. — 1971. — № 9. — С. 122.
- Башкирова Г. Б. В четырёх зеркалах // Звезда. — 1975. — № 2. — С. 137.
  - То же в:  В четырёх зеркалах¹, 1975
- Башкирова Г. Б., Васильев Г. В. Ереван — Сан-Франциско. История одной семьи // Звезда. — 1989. — № 7. — С. 140.
- Башкирова Г. Б., Васильев Г. В. Мы можем потерять их раз и навсегда // Сельская молодёжь. — 1990. — № 6. — С. 48—53.
- Башкирова Г. Б. Принцип сочувствия // Новый мир. — 1995. — № 11. — Рец. на кн.: Шрейдер Ю. А. Лекции по этике : учебное пособие. — М. : МИРОС, 1994. — 135 с.
- Башкирова Г. Б. I. Путешествия в Святую Землю : Записки русских паломников и путешественников XII—XX вв. // Новый мир. — 1996. — № 1. — Рец. на кн.: Путешествия в Святую Землю : Записки русских паломников и путешественников XII—XX вв. / сост., предисл., справки об авторах и примеч. Бориса Романова. — М. : Лепта, 1995. — 256 с.
- Башкирова Г. Б. II. Уездный город Богородскъ на старых фотографиях // Новый мир. — 1996. — № 1. — Рец. на кн.: Уездный город Богородскъ на старых фотографиях. — ПСК «Ризалит» : Совет Ногинского отделения ВООПИК : АК «Богородский печатник» : ИПТМ РАН, 1994. — 112 с.
- Башкирова Г. Б. Анна Левина. Брак по-эмигрантски // Новый мир. — 1996. — № 4. — Рец. на ст.: Левина А. Л. Брак по-эмигрантски // Звезда. — 1995. — № 8—9.
- Башкирова Г. Б. Благодатная пустыня последнего свидетеля : я не хочу знать, что обожаемый мной Мандельштам был садистом! // НГ-Кулиса. — 1999. — № 12.

### О Галине Башкировой
- Башкирова Галина Борисовна // А—Л. — М. : Вагриус, 2003. — С. 129. — (Новая Россия: мир литературы : Энциклопедический словарь-справочник : в 2 т. / сост. С. И. Чупринин ; т. 1). — ISBN 5-9560-0156-9.
- Бельская Г. П. Остров в океане : [К 95-летию журнала «Знание — сила»] // Знание — сила. — 2021. — № 1. — С. 69—80.
- Васильев В. Трудное время выбора // Семья и школа. — 1978. — № 5. — С. 53. — Рец. на кн.: Если бы знать…, 1977
- Нафанаил (Львов). О книге «Наедине с собой» Г. Б. Башкировой // Зарубежье. — 1976. — Март — июнь. — С. 18—19.
  - [То же] // Беседы о Священном Писании и о вере и Церкви : в 5 т.. — Нью-Йорк : Комитет Русской Православной Молодёжи Заграницей, 1991—1995. — Т. 4. — С. 307—313.
- Смелков Ю. С. Нота надежды // Новый мир. — 1980. — № 2. — С. 270. — Рец. на кн.: Рай в шалаше, или Татьянин день¹, 1979
- Эстрин А. М. По существу, с агентурной целью… // «Привет душителям свободы!» : Из знаниесильских анналов. — М. : Поматур, 2005. — С. 73—77. — ISBN 5-86208-173-9.
- Žekulin N. Soviet Russian Women’s literature in early 80’s // Fruits of Her Plume : Essays on Contemporary Russian Woman’s Culture / Elena Goscilo (ed.). — New Jersey : M. E. Sharpe Inc, 1993. — P. 33—58. — ISBN 978-1563241253.